# Ganymed (Zürich)

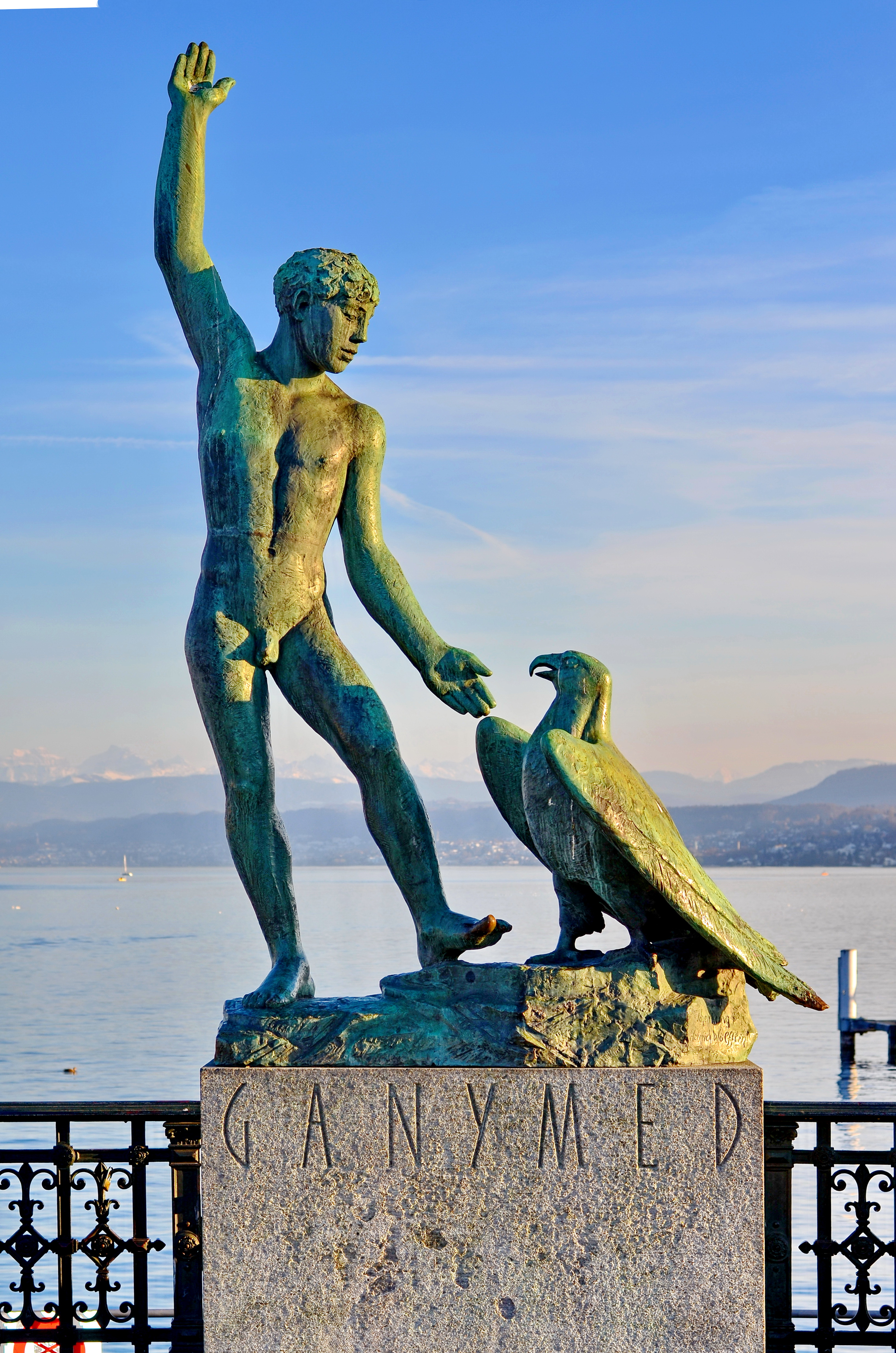
Ganymed-Skulptur auf dem Bürkliplatz

Ganymed ist der Name einer Skulptur auf der Bürkliterrasse, an der dem Zürichsee zugewandten Seite des Bürkliplatzes in Zürich. Sie bildet den zentralen Blickfang des 1887 fertiggestellten Platzes mit dem am Horizont aufragenden Alpenpanorama. Die Skulptur wurde von dem Künstler Hermann Hubacher als die «Entführung in den Olymp» gestaltet und 1952 von der Stadt Zürich enthüllt. Sie ist im Besitz der Kunstsammlung der Stadt Zürich.
Das Werk zeigt den Hirtenknaben Ganymed, der dem sitzenden Adler (Gottvater Zeus) gegenübersteht, um von ihm in den Himmel entführt zu werden und dort als Mundschenk und Bettgefährte zu dienen.

## Geschichte
Die Initiative und der Auftrag für die Gestaltung der Figur ging von dem Kunsthistoriker Heinrich Wölfflin aus, der Ende Januar 1942 an Hubacher schrieb: «Ich komme auf einen alten Gedanken zurück: der Stadt Zürich eine Figur zu stiften […]. Es müsste eine männliche Figur sein (an weiblichen hat Zürich schon eine Menge) und zwar von strenger Form so, dass das Gesetzmässige des Baus durchschlägt, zuchtvolle Schönheit! Auch die architektonische Fassung müsste sehr bestimmt sein.» 1942 war auch das Jahr, in dem die Straffreiheit für Homosexualität in der Schweiz eingeführt wurde. Wölfflin hatte erkannt, dass das männliche Schönheitsideal gegenüber weiblichen Darstellungen im Stadtbild deutlich unterrepräsentiert war. Auch zu Beginn des 21. Jahrhunderts hat sich das immer noch nicht geändert.
Wölfflin schenkte das Werk der Stadt Zürich, die es am 20. Juni 1952 in einer Feierstunde einweihte.

## Beschreibung
Ganymed und der Adler stehen sich als überlebensgrosses Bronzebildwerk gegenüber. Ganymed streckt seinen rechten Arm senkrecht gen Himmel von dem Vogel weg, während dieser mit dem Jüngling Kontakt aufzunehmen versucht. Im Unterschied zur überlieferten Sage, in der Ganymed entführt wurde, sind bildnerische Darstellungen früherer Werke unterschiedlich, vom sich wehrenden Kleinkind Rembrandts bis zum vollerblühten jungen Mann bei Briton Rivière (1840–1920), der Ganymed im Traum versunken und in Stoffbänder gewickelt vom Adler emporheben lässt. Hubacher deutet die bevorstehende Translokation ganz anders, nämlich veranschaulicht durch die gen Himmel gestreckte Hand, dass Ganymed selbst Zeus bittet, ihn hochzubringen. Karl Meier schreibt dazu in der Zeitschrift Der Kreis: «Wie herrlich, wie unsagbar schön ist diese Gebärde gelungen, die zur Höhe weist! Wie liebenswert und naturnah ist dieser Junge aus unserer Landschaft. Wie lebendig im weitesten Sinne ist diese Plastik geworden!»
Auf dem Sockel ist der Beginn des Goethe-Zitats seiner Hymne Ganymed eingemeisselt, die lautet: «Wie im Morgenglanze — Du rings mich anglühst, — Frühling, Geliebter!» Die Bronze ist sowohl von Hubacher signiert als auch dem Stifter Wölfflin zugedacht.

## Deutung
Ganymed aus der mythologischen Sagenwelt gilt als ein männliches Schönheitsideal. Nach den Worten der Neuen Zürcher Zeitung ist dies ein frühes Denkmal für die gleichgeschlechtliche Liebe. In der damaligen Homosexuellenbewegung feierte die Szenezeitschrift Der Kreis die neue Plastik mit den Worten «das Kunstwerk [widerlege] aufs Schönste die Behauptung von der Minderwertigkeit unserer Neigung und wird zum schlagenden Kampfmittel gegen Vorurteil und Unverstand».